# Versengold/Diskografie
Diese Diskografie ist eine Übersicht über die musikalischen Werke der deutschen Folk-Rock-Band Versengold. Ihre erfolgreichste Veröffentlichung ist das achte Studioalbum Was kost die Welt, das zum Nummer-eins-Album in Deutschland avancierte.

## Alben

### Studioalben
| Jahr | Titel Musiklabel                         | Höchstplatzierung, Gesamtwochen, AuszeichnungChartplatzierungen (Jahr, Titel, Musiklabel, Platzierungen, Wochen, Auszeichnungen, Anmerkungen) | Höchstplatzierung, Gesamtwochen, AuszeichnungChartplatzierungen (Jahr, Titel, Musiklabel, Platzierungen, Wochen, Auszeichnungen, Anmerkungen) | Höchstplatzierung, Gesamtwochen, AuszeichnungChartplatzierungen (Jahr, Titel, Musiklabel, Platzierungen, Wochen, Auszeichnungen, Anmerkungen) | Anmerkungen                            |
| Jahr | Titel Musiklabel                         | DE | AT | CH | Anmerkungen                            |
| ---- | ---------------------------------------- | --- | --- | --- | -------------------------------------- |
| 2005 | Hoerensagen Selbstverlag                 | — | — | — | Erstveröffentlichung: 14. Oktober 2005 |
| 2006 | Allgebraeu – Nostalgiealbum Selbstverlag | — | — | — | Erstveröffentlichung: 15. April 2006   |
| 2008 | Ketzerey Totentanz (TOT)                 | — | — | — | Erstveröffentlichung: 21. Mai 2008     |
| 2012 | Im Namen des Folkes Totentanz (TOT)      | — | — | — | Erstveröffentlichung: 5. Dezember 2012 |
| 2015 | Zeitlos Fuego (Indigo)                   | DE22 (1 Wo.)DE | — | — | Erstveröffentlichung: 31. Juli 2015    |
| 2017 | Funkenflug RCA Records (Sony)            | DE2 (4 Wo.)DE | AT52 (1 Wo.)AT | CH41 (1 Wo.)CH | Erstveröffentlichung: 4. August 2017   |
| 2019 | Nordlicht RCA Records (Sony)             | DE4 (16 Wo.)DE | AT27 (1 Wo.)AT | CH25 (2 Wo.)CH | Erstveröffentlichung: 28. Juni 2019    |
| 2022 | Was kost die Welt RCA Records (Sony)     | DE1 (7 Wo.)DE | AT23 (1 Wo.)AT | CH20 (2 Wo.)CH | Erstveröffentlichung: 28. Januar 2022  |
| 2023 | Lautes Gedenken RCA Records (Sony)       | DE2 (5 Wo.)DE | AT26 (1 Wo.)AT | CH60 (1 Wo.)CH | Erstveröffentlichung: 3. November 2023 |

### Livealben
| Jahr | Titel Musiklabel                                           | Höchstplatzierung, Gesamtwochen, AuszeichnungChartplatzierungen (Jahr, Titel, Musiklabel, Platzierungen, Wochen, Auszeichnungen, Anmerkungen) | Höchstplatzierung, Gesamtwochen, AuszeichnungChartplatzierungen (Jahr, Titel, Musiklabel, Platzierungen, Wochen, Auszeichnungen, Anmerkungen) | Höchstplatzierung, Gesamtwochen, AuszeichnungChartplatzierungen (Jahr, Titel, Musiklabel, Platzierungen, Wochen, Auszeichnungen, Anmerkungen) | Anmerkungen                            |
| Jahr | Titel Musiklabel                                           | DE | AT | CH | Anmerkungen                            |
| ---- | ---------------------------------------------------------- | --- | --- | --- | -------------------------------------- |
| 2015 | Live 2015 auch bekannt als: Live in Hamburg Fuego (Indigo) | — | — | — | Erstveröffentlichung: 4. Dezember 2015 |
| 2018 | Nacht der Balladen RCA Records (Sony)                      | — | — | — | Erstveröffentlichung: 13. Juli 2018    |
| 2025 | Nacht der Balladen – Live 2023 Küstenkind Records (Sony)   | DE11 (3 Wo.)DE | — | — | Erstveröffentlichung: 14. März 2025    |

### EPs
| Jahr | Titel Musiklabel                                     | Anmerkungen                            |
| ---- | ---------------------------------------------------- | -------------------------------------- |
| 2011 | Dreck am Stecken – Räuberhaftes Liedgut Selbstverlag | Erstveröffentlichung: 18. Januar 2011  |
| 2014 | Auf in den Wind Totentanz (TOT)                      | Erstveröffentlichung: 14. Februar 2014 |

## Singles

### Als Leadmusiker
| Jahr | Titel Album                                                     | Anmerkungen                              |
| ---- | --------------------------------------------------------------- | ---------------------------------------- |
| 2017 | Haut mir kein’ Stein Funkenflug                                 | Erstveröffentlichung: 28. April 2017     |
| 2017 | Niemals sang- und klanglos Funkenflug                           | Erstveröffentlichung: 30. Juni 2017      |
| 2017 | Funkenflug                                                      | Erstveröffentlichung: 28. Juli 2017      |
| 2019 | De rode Gerd Nordlicht                                          | Erstveröffentlichung: 26. April 2019     |
| 2019 | Thekenmädchen Nordlicht                                         | Erstveröffentlichung: 17. Mai 2019       |
| 2019 | Der Tag, an dem sich die Götter betranken Nordlicht             | Erstveröffentlichung: 21. Juni 2019      |
| 2020 | Schöne Grüße von Zuhause Nordlicht (Märchen von Morgen Edition) | Erstveröffentlichung: 7. April 2020      |
| 2020 | Lied für Oma Nordlicht (Märchen von Morgen Edition)             | Erstveröffentlichung: 27. April 2020     |
| 2020 | Märchen von morgen Nordlicht (Märchen von Morgen Edition)       | Erstveröffentlichung: 10. Juli 2020      |
| 2020 | Lichterloh Nordlicht (Märchen von Morgen Edition)               | Erstveröffentlichung: 25. September 2020 |
| 2021 | Die wilde Jagd Was kost die Welt                                | Erstveröffentlichung: 11. Juni 2021      |
| 2021 | Was kost die Welt                                               | Erstveröffentlichung: 13. August 2021    |
| 2021 | Bella schau (mit mir in die Sterne) Was kost die Welt           | Erstveröffentlichung: 1. Oktober 2021    |
| 2021 | Windsbraut Was kost die Welt                                    | Erstveröffentlichung: 26. November 2021  |
| 2021 | Die letzte Runde Was kost die Welt                              | Erstveröffentlichung: 17. Dezember 2021  |
| 2022 | Hey Hanna Was kost die Welt                                     | Erstveröffentlichung: 27. Januar 2022    |
| 2022 | Alte Männer –                                                   | Erstveröffentlichung: 28. Februar 2022   |
| 2023 | Tod und Trommeln Lautes Gedenken                                | Erstveröffentlichung: 12. Mai 2023       |
| 2023 | Wir feiern den Norden Lautes Gedenken                           | Erstveröffentlichung: 21. Juli 2023      |
| 2023 | Glimmer und Gloria Lautes Gedenken                              | Erstveröffentlichung: 8. September 2023  |

### Als Gastmusiker
| Jahr | Titel Album                                  | Anmerkungen                                                                                                  |
| ---- | -------------------------------------------- | --- |
| 2017 | Am Leben Von Mond und Schatten               | Erstveröffentlichung: 6. Oktober 2017 Krayenzeit feat. Katja Moslehner, Anna Murphy, Schandmaul & Versengold |
| 2020 | Für euch (wir feiern heut für euch allein) – | Erstveröffentlichung: 10. April 2020 BREM. feat. Various Artists                                             |

## Videoalben und Musikvideos

### Videoalben
| Jahr | Titel Musiklabel                                           | Anmerkungen                            |
| ---- | ---------------------------------------------------------- | -------------------------------------- |
| 2016 | Live 2015 auch bekannt als: Live in Hamburg Fuego (Indigo) | Erstveröffentlichung: 4. November 2016 |

### Musikvideos
| Jahr | Titel                                       | Regisseur(e)                               |
| ---- | ------------------------------------------- | ------------------------------------------ |
| 2015 | Hoch die Krüge                              | Delia Gyger                                |
| 2015 | Spaß bei Saite                              |                                            |
| 2015 | Die Namen von Millionen                     |                                            |
| 2017 | Haut mir kein’ Stein                        |                                            |
| 2017 | Niemals sang- und klanglos                  |                                            |
| 2017 | Funkenflug                                  |                                            |
| 2019 | Thekenmädchen                               | Marvin Ströter                             |
| 2019 | Erinnere dich (ein Lied das nicht vergisst) | Marvin Ströter                             |
| 2019 | Butter bei die Fische                       |                                            |
| 2020 | Schöne Grüße von Zuhause                    |                                            |
| 2020 | Für immer Küstenkind                        |                                            |
| 2020 | Märchen von morgen                          |                                            |
| 2021 | Die wilde Jagd                              |                                            |
| 2021 | Was kost die Welt                           |                                            |
| 2021 | Bella schau (mit mir in die Sterne)         |                                            |
| 2021 | Windsbraut                                  | Matthias Reinsdorff, Martin Huch           |
| 2021 | Die letzte Runde                            |                                            |
| 2022 | Hey Hanna                                   |                                            |
| 2023 | Tod und Trommeln                            | Roman Schaible                             |
| 2023 | Wir feiern den Norden                       | Vivien-Eileen Bauernschmidt, Mischa Lorenz |
| 2023 | Glimmer und Gloria                          | Marcel Woitowicz                           |

## Sonderveröffentlichungen

### Alben
| Jahr | Titel Musiklabel             | Anmerkungen                                                                         |
| ---- | ---------------------------- | ----------------------------------------------------------------------------------- |
| 2019 | Live 2019 RCA Records (Sony) | Erstveröffentlichung: 28. Juni 2019 Teil von Nordlicht (Märchen von Morgen Edition) |

### Lieder
| Jahr | Titel Album                               | Anmerkungen                                                                                                   |
| ---- | ----------------------------------------- | --- |
| 2017 | Am Leben Von Mond und Schatten            | Erstveröffentlichung: 27. Oktober 2017 Krayenzeit feat. Katja Moslehner, Anna Murphy, Schandmaul & Versengold |
| 2019 | Drei Wanderer Märchen & Mythen            | Erstveröffentlichung: 15. November 2019 Faun feat. Versengold                                                 |
| 2021 | Feste feiern (Live) Feuer & Flamme – Live | Erstveröffentlichung: 19. November 2021 dArtagnan feat. Versengold                                            |
| 2022 | Reise um die Welt Matthias                | Erstveröffentlichung: 14. Januar 2022 Matthias Reim feat. Versengold                                          |

| Jahr | Titel Album                                           | Anmerkungen                                                     |
| ---- | ----------------------------------------------------- | --------------------------------------------------------------- |
| 2015 | Der Sandmann 15 Jahre 15 Bands                        | Erstveröffentlichung: 14. August 2015 Original: Saltatio Mortis |
| 2019 | Gute Gewinner, gute Verlierer 120 Jahre lauter Werder | Erstveröffentlichung: 24. Januar 2019                           |
| 2020 | Ottokar hat Segelohren Giraffenaffen 6                | Erstveröffentlichung: 3. Juli 2020                              |
| 2021 | Erinnerung Für immer frei / Aus fremden Federn        | Erstveröffentlichung: 4. Juni 2021 Original: Saltatio Mortis    |

### Videoalben
| Jahr | Titel Musiklabel                              | Anmerkungen                                                               |
| ---- | --------------------------------------------- | ------------------------------------------------------------------------- |
| 2022 | Niemals sang- und klanglos RCA Records (Sony) | Erstveröffentlichung: 28. Januar 2022 Teil von Was kost die Welt (Fanbox) |

## Statistik

### Chartauswertung
|                     | DE    | AT    | CH    |
| ------------------- | ----- | ----- | ----- |
| Nummer-eins-Alben   | DE1DE | AT—AT | CH—CH |
| Top-10-Alben        | DE4DE | AT—AT | CH—CH |
| Alben in den Charts | DE6DE | AT4AT | CH4CH |